# Паламарчук Михайло Федорович
Михайло Федорович Паламарчук (нар. 25 серпня 1957, Коломия, Івано-Франківська область, УРСР) — радянський та український футболіст, універсал, український тренер.

## Кар'єра гравця
Футбольну кар'єру розпочав 1976 року в франківському «Спартаку». Наступного року прийняв запрошення дніпропетровського «Дніпра». У 1978 році став гравцем київського СКА, у футболці якого проходив військову службу. По завершенні служби в 1980 році повернувся до «Дніпра», після чого перейшов до клубу з Івано-Франківська, який змінив назву на «Прикарпаття». У 1984 році приєднався до «Колосу», який невдовзі змінив назву на «Шахтар». У 1986 році захищав кольори криворізького «Кривбасу». У 1988 році перейшов до кіровоградської «Зірки», в якій виступав до розпаду СРСР. У першому розіграші незалежного чемпіонату України дебютував у складі «Артанії», проте вже у квітні повернувся до «Зірки». У серпні 1993 року приєднався до жовтоводського «Сіріуса», який згодом перебрався до Кривого Рогу. У квітні 1995 року вирушив до аматорського клубу «Дружба-Хліб» (Магдалинівка). У 1996 році виступав за «Локомотив» (Знам'янка) в аматорському чемпіонаті України, після чого завершив кар'єру футболіста.

## Кар'єра тренера
Ще будучи гравцем розпочав тренерську діяльність. Після звільнення Миколи Федоренка з 16 квітня 1994 року по 4 квітня 1995 року виконував обов'язки граючого головного тренера «Сіріуса» (Жовті Води). Потім працював у чернівецькій ДЮСШ.

## Досягнення

### Як гравця
«Дніпро» (Дніпропетровськ)
- Перша ліга СРСР
  -  Чемпіон (1): 1980

## Як тренера
«Сіріус» (Жовті Води)
- Перехідна ліга України
  -  Чемпіон (1): 1993/94